# Малобикшихское сельское поселение
Малобикшихское се́льское поселе́ние — муниципальное образование в Канашском районе Чувашии Российской Федерации.
Административный центр — деревня Малые Бикшихи.

## История
Статус и границы сельского поселения установлены Законом Чувашской Республики от 24 ноября 2004 года № 37 «Об установлении границ муниципальных образований Чувашской Республики и наделении их статусом городского, сельского поселения, муниципального района и городского округа»

## Население
| 2010  | 2012  | 2013  | 2014  | 2015  | 2016  | 2017  |
| ----- | ----- | ----- | ----- | ----- | ----- | ----- |
| 1711  | ↘1702 | ↘1673 | ↘1628 | ↘1610 | ↗1618 | ↘1600 |
| 2018  | 2019  | 2020  | 2021  |       |       |       |
| ↘1587 | ↘1537 | ↘1522 | ↗1548 |       |       |       |

## Состав сельского поселения
| № | Населённый пункт | Тип населённого пункта          | Население |
| - | ---------------- | ------------------------------- | --------- |
| 1 | Зелёный          | посёлок                         | →87       |
| 2 | Келте-Сюле       | деревня                         | →88       |
| 3 | Малые Бикшихи    | деревня, административный центр | →1470     |
| 4 | Новый            | посёлок                         | →66       |